# Audio Streaming Input Output
L'Audio Streaming Input Output (comunemente conosciuto come ASIO) è un protocollo di comunicazione a bassa latenza per segnali audio digitali sviluppato dalla Steinberg. Grazie a esso, una scheda audio può essere in grado di registrare e riprodurre su più canali contemporaneamente.
Molti software attualmente in commercio sfruttano questa tecnologia per creare sofisticati sistemi di registrazione digitale basati su personal computer.
I driver a bassa latenza permettono di avere un delay (ritardo) pressoché nullo dalla pressione di un tasto su una tastiera MIDI, ad esempio, al suono di uno strumento VSTi usato in un sequencer, o suonando le corde di una chitarra collegata all'ingresso LINE IN di una scheda audio compatibile ASIO.

## Driver
I driver ASIO sono studiati per ottenere e gestire i flussi audio in entrata e uscita con un piccolo buffer di memoria. In questa memoria avviene lo scambio del flusso trasformazione dal digitale/analogico tramite la CPU interna alla scheda, di modo che i tempi di reattività ai cambiamenti via MIDI risultino maggiori durante l'esecuzione del brano e al contrario dall'analogico al digitale per la registrazione e quindi la latenza risulti minore. Con una Digital Audio Workstation (DAW) realizzata in maniera ottimale e una scheda audio di fascia alta, si possono raggiungere latenze al di sotto degli 8 millisecondi.
Di recente sono stati pubblicati i driver ASIO 2.0, che offrono una latenza ancora minore (si arriva ai 2 ms). Per le periferiche audio che non dispongono di supporto nativo e driver ASIO, sono stati pubblicati gli ASIO4ALL, driver ASIO universali e compatibili con tutte le applicazioni ASIO. Usando gli ASIO4ALL il supporto ASIO non è nativo e ciò si traduce in riduzioni in termini di performance.